# Oproepzoeker

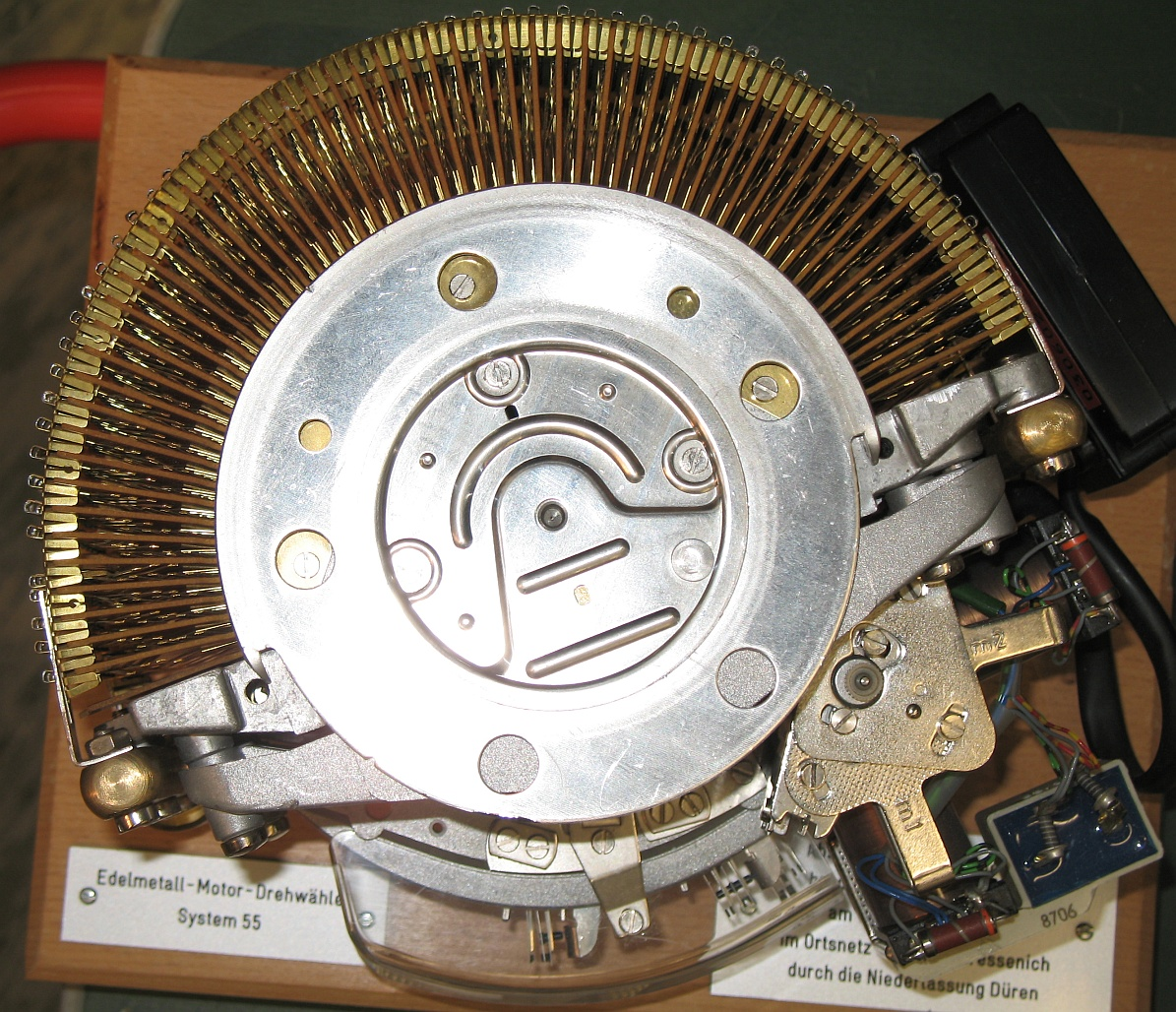
Voorbeeld van een oproepzoeker

Een oproepzoeker of lijnzoeker is een relais dat vroeger in een elektromechanische telefooncentrale werd gebruikt. De functie van de oproepzoeker was het aftasten van de binnenkomende lijnen vanaf de abonnees. Zodra een abonnee van zijn telefoontoestel de hoorn van de haak neemt om een telefoongesprek te beginnen, wordt dit door een oproepzoeker gesignaleerd en wordt de betreffende binnenkomende lijn verbonden met een vrije lijn naar het kiesregister. De abonnee krijgt op dat moment de kiestoon te horen om aan te geven dat hij kan beginnen met het kiezen van een nummer.
De opbouw van een telefooncentrale is zodanig dat er minder telefoongesprekken verwerkt kunnen worden dan er abonnees zijn. Er bestaat altijd een (kleine) kans dat alle binnenkomende lijnen bezet zijn en er geen vrije lijn kan worden gevonden om een verbinding op te bouwen. In dat geval hoort de abonnee de bezettoon.